# Brandlucken
Brandlucken ist eine Rotte in den Gemeinden Anger und Sankt Kathrein am Offenegg im Bezirk Weiz in der Oststeiermark. Der Ort liegt in der Region Almenland.

## Geografie
Das Almenland gliedert sich an seinem Südabfall in mehrere Täler, die über Passlandschaften verbunden sind. Eine solche stellt auch die Brandlucken dar, die das Offenegg über die Landesstraße L353 mit der Granitz verbindet und den Übergang vom Tal des Offeneggerbaches in das Tal des Weizbaches herstellt. Gleichzeitig gelangt man nach Norden über den Offner Berg 1293 m ü. A. zur Sommeralm und damit ins Kerngebiet des Almenlandes. Am 1. April 2020 umfasste der in Sankt Kathrein am Offenegg liegende Ortsteil 28 Adressen, während der in Anger liegende Ortsteil nur aus wenigen Adressen besteht.

## Geschichte
Der Ortsname verweist auf eine durch Brandrodung entstandene Freifläche. Im 13. und 14. Jahrhundert wurden auch höhere Gebiete besiedelt und dort teilweise bis ins 19. Jahrhundert Getreide angebaut. Der Franziszeische Kataster von 1822 zeigt die Brandlucken mit großen und kleinen bäuerlichen Anwesen. Laut Adressbuch von Österreich war im Jahr 1938 in Brandlucken ein Gastwirt ansässig.

## Tourismus
Am Passübergang, wo sich der Blick bis auf das Grazer Bergland eröffnet, lädt ein Almgasthaus zum Verweilen ein. Eine Besonderheit ist das Huab'n-Theater, ein seit 2002 bestehendes Freilufttheater.